# Francestown
Francestown – miasto w Stanach Zjednoczonych, w stanie New Hampshire, w hrabstwie Hillsborough.